# Hampala lopezi
Hampala lopezi är en fiskart som beskrevs av Herre 1924. Hampala lopezi ingår i släktet Hampala och familjen karpfiskar. IUCN kategoriserar arten globalt som akut hotad. Inga underarter finns listade i Catalogue of Life.